# Anna Bromberg Sehlberg
Ana Lia (Anna) Bromberg Sehlberg, född 22 september 1969 i Montevideo, Uruguay, är en svensk företagsledare och gallerist.
Bromberg Sehlberg har arbetat som VD för Headhunter, ett dotterbolag till Svenska Dagbladet, som VD för Bröderna Lindströms förlag, som förlagschef vid Hjemmet Mortensen samt ansvarat för stora donationer vid Cancerfonden. Sedan 2017 driver hon tillsammans med Elin Forsberg Galleri Glas som är inriktat på konstglas.
Bromberg Sehlberg är medutgivare av De första tjugo åren om friskolan Fredrikshovs slotts skola, en utställningskatalog om Ann Wåhlström samt In this light, som även den är en utställningskatalog.
Hon är gift med entreprenören Dan Sehlberg.